# El mercader de Venecia

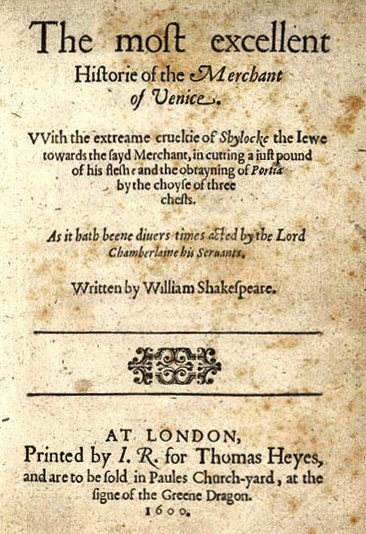
Portada de la obra (1600)

El mercader de Venecia es una obra teatral escrita por William Shakespeare entre los años 1596 y 1598, que no se publicó hasta 1600. Su principal fuente es la «Primera Historia del cuarto día» en Il Pecorone (1378), una colección de historias de Giovanni Fiorentino. Otras fuentes son el Zelauto, de Anthony Munday (contemporáneo y amigo de William Shakespeare), y las Gesta Romanorum.

## Argumento

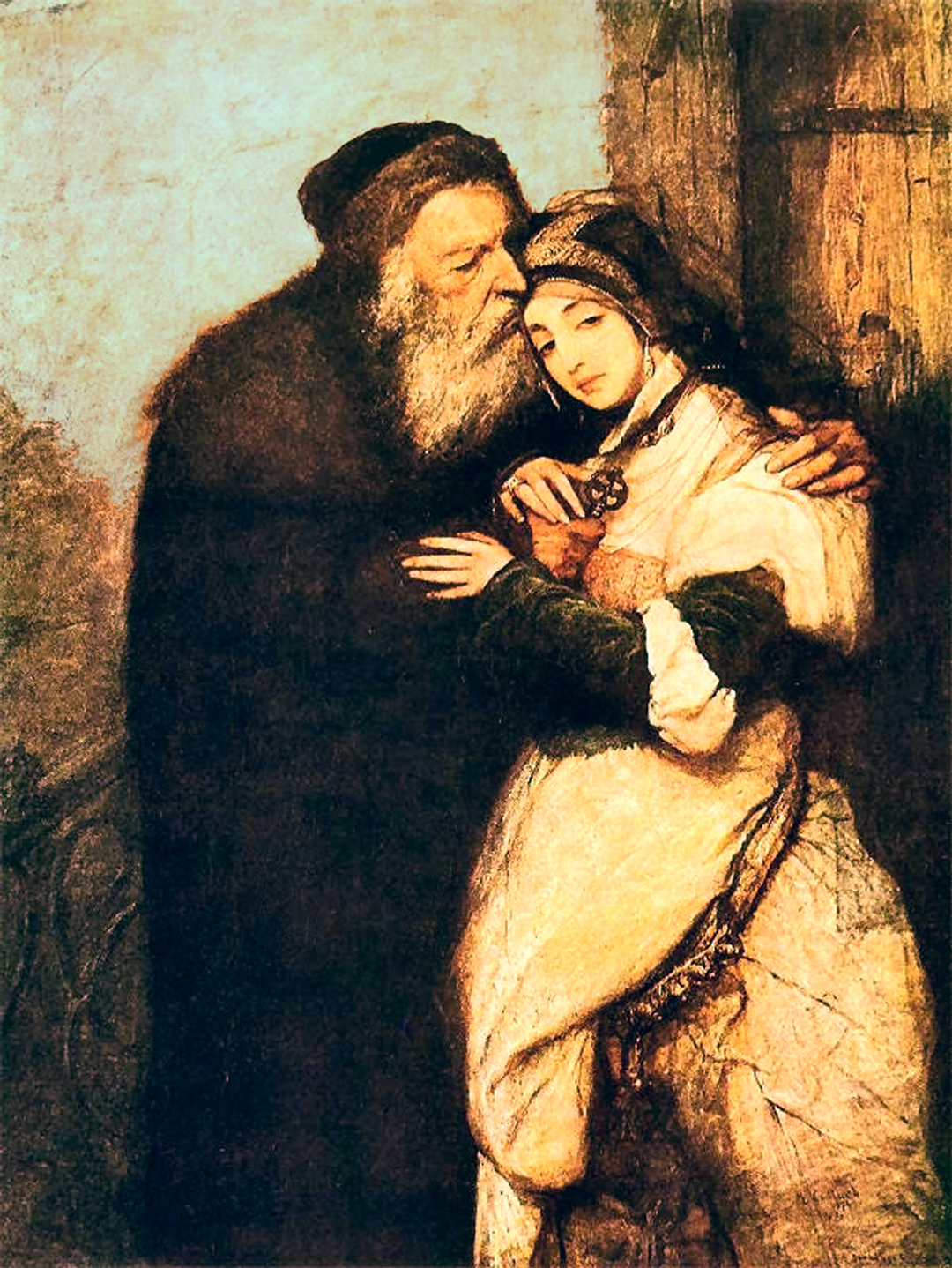
Shylock y Jessica por Maurycy Gottlieb.

Basanio, un veneciano que pertenece a la nobleza pero es pobre, le pide a su mejor amigo, Antonio, un rico mercader, que le preste 3000 ducados que le permitan enamorar a la rica heredera Porcia. Antonio, que tiene todo su dinero empleado en sus barcos en el extranjero, decide pedirle prestada la suma a Shylock, un usurero judío. Shylock acepta prestar el dinero con la condición de que, si la suma no es devuelta en la fecha indicada, Antonio tendrá que dar una libra de su propia carne de la parte del cuerpo que Shylock dispusiera.
Por voluntad de su padre, Porcia debe casarse con aquel pretendiente que escoja de entre tres cofres (uno de oro, otro de plata y un tercero de plomo) aquel que contenga el retrato de ella. Bassanio elige el tercero, que es el correcto y se compromete con Porcia. Ella le da un anillo como muestra de amor, y le hace prometer que no se lo quitará. Lo mismo hace Nerissa, criada de Porcia, con Graciano, un amigo de Bassanio.
Los barcos de Antonio se hunden y la deuda no se paga. Shylock reclama su libra de carne, y exige que sea de la parte más próxima al corazón. Tal situación desemboca en un juicio presidido por el Dux de Venecia, al que asisten Porcia disfrazada de abogado y Nerissa de ayudante. Porcia da la razón a Shylock y admite que este, por ley, puede cobrarse la libra de carne. Sin embargo sólo puede ser carne, y por lo tanto no puede derramar ni una sola gota de sangre. Shylock desiste de su reclamo, y pide luego el doble de lo que le debían, pero le dicen que si no accede al cumplimiento del contrato se iría preso, salvo que done todas sus riquezas. Así, el dux le quita sus riquezas, y le da la mitad a Antonio y la mitad al estado. Antonio dice que le perdona su parte si se convierte al cristianismo y le da sus propiedades a su hija Jessica, que Shylock ha desheredado por haberse fugado y casado con Lorenzo, un cristiano.
El abogado y su ayudante les piden como muestra de gratitud a Bassanio y a Graciano el anillo que llevan puesto. Ellos al principio se niegan, pero terminan por entregárselo. Cuando llegan a Belmont, casa de Porcia, ambos aparecen sin el anillo, por lo que son recriminados; pero al final Porcia y Nerissa les muestran los anillos y confiesan la verdad. Además, Porcia informa a Antonio que tres de sus barcos han vuelto sanos y salvos.

## La obra en español
La primera traducción de la obra corresponde a Gregorio Amado Larrosa en 1868, a la que seguirían las de Jaime Clark (1873), Marcelino Menéndez y Pelayo (1881), Guillermo Mcpherson (1887), Rafael Martínez Lafuente (1917), Luis Astrana Marín (1921) y Vicente Molina Foix (1992), entre otros.
En cuanto a las representaciones, pueden mencionarse las siguientes:
- Teatro Español, Madrid, 1923.
  - Intérpretes: Francisco Morano, Amparo Villegas, Ángeles Morano.[2]
- Teatro Español, Madrid, 1947.
  - Intérpretes: Enrique Guitart, Adriano Domínguez, José Rivero, Mercedes Prendes, Porfiria Sanchiz.
- Televisión Española (Estudio 1, 23 de agosto de 1957).
  - Intérpretes: José Bódalo (Shylock), Pablo Sanz (Antonio), Gemma Cuervo (Porcia), Julio Núñez (Bassanio), Víctor Valverde, Julia Trujillo, Marisa Paredes, José María Escuer.
- Televisión Española (Estudio 1, 2 de octubre de 1981).
  - Intérpretes: Luis Prendes (Shylock), Ágata Lys (Porcia), José María Guillén, Inma de Santis, Fernando Cebrián (Antonio), Andrés Resino.
- Teatro María Guerrero, Madrid, 1992.[3]
  - Dirección: José Carlos Plaza
  - Intérpretes: Ana Belén (Porcia),[4] Toni Cantó (Bassanio), Chema Muñoz (Antonio), José Pedro Carrión (Shylock), Roberto Enríquez, Alfonso Godá, Maruja Boldoba.
- Teatro de La Abadía, Madrid, 2001.[5]
  - Dirección: Hans Günter Heyme
  - Intérpretes: Jesús Barranco, Gabriel Garbisu
- Teatro Julio Castillo del Centro Cultural del Bosque, Ciudad de México, 2005.
  - Dirección: Raúl Zermeño
  - Intérpretes: Compañía Nacional de Teatro
- Teatro Infanta Isabel, Madrid, 2009.[6]
  - Dirección: Denis Rafter
  - Intérpretes: Fernando Conde (Shylock), Natalia Millán (Porcia), Juan Gea (Antonio), Camilo Rodríguez.

## Adaptaciones cinematográficas
- El mercader de Venecia (1980), adaptación televisiva (producida por Jonathan Miller para la BBC) dirigida por Jack Gold
- El mercader de Venecia (2004), película dirigida por Michael Radford

## Óperas
- Le marchand de Venise de Reynaldo Hahn estrenada en la  Opera de París el 25 de marzo de 1935.
- The Merchant of Venice de André Tchaikowsky, estrenada en el Bregenz Festival[7][8] el  18 de julio de 2013.